# Life (album de Thin Lizzy)
Pour les articles homonymes, voir Liste des albums intitulés Live et Life (homonymie).
Albums de Thin Lizzy
Thunder and Lightning
(1981) Boys Are Back in Town: Live in Australia
(1999)
Life (ou Live) est le second double album enregistré en public du groupe irlandais de hard rock, Thin Lizzy. Il est sorti le 16 octobre 1983 sur le label Vertigo et a été produit par Phil Lynott & Thin Lizzy.

## Historique
Paru en octobre 1983, cet album a été enregistré lors la dernière tournée britannique du groupe avec Phil Lynott, le Farewell Tour. Cependant, 3 titres, Renegade, Hollywood et Killer on the Loose proviennent de la tournée promotionnelle de l'album Renegade effectuée en 1981 avec Snowy White. Celui-ci ne sera crédité sur la pochette que pour le titre Renegade.
Le groupe sera rejoint lors des rappels par ses anciens guitaristes, Brian Robertson, Eric Bell et Gary Moore.
Life sera classé à la 29e place dans les charts britanniques

## Liste des titres
- Face 1

1. Thunder & Lightning (Phil Lynott / Brian Downey) - 5:10
2. Waiting for an Alibi (Lynott) - 3:20
3. Jailbreak (Lynott) - 4:05
4. Baby Please Don't Go (Lynott) - 5:00
5. Holy War (Lynott) - 5:57

- Face 2

1. Renegade (Lynott / Snowy White) - 6:25
2. Hollywood (Down on Your Luck) (Lynott / Scott Gorham) - 4:02
3. Got to Give it Up (Lynott / Gorham) - 6:55
4. Angel of Death (Lynott / Darren Wharton) - 6:06
5. Are You Ready (Lynott / Downey / Gorham / Brian Robertson) - 2:55

- Face 3

1. Boys Are Back in Town (Lynott) - 4:48
2. Cold Sweat (Lynott / John Sykes) - 3:10
3. Don't Believe a word (Lynott) - 5:10
4. Killer on the Loose (Lynott) - 6:19
5. The Sun Goes Down (Lynott / Wharton) - 5:02

- Face 4

1. Emerald (Lynott / Downey / Gorham / Robertson) - 3:50
2. Black Rose (Lynott / Gary Moore) - 6:50
3. Still in Love With You (Lynott) - 8:50
4. The Rocker (Lynott / Eric Bell / Downey) - 4:50

## Musiciens
- Phil Lynott : chant, basse.
- Brian Downey : batterie, percussions
- Scott Gorham : guitares solo et rythmique, chœurs.
- John Sykes : guitares solo et rythmique, chœurs.
- Darren Wharton : claviers, chœurs.
  - Avec
- Snowy White : guitare solo et rythmique sur Renegade, Hollywood et Killer on the Loose.
- Brian Robertson : guitare sur Emerald et The Rocker.
- Gary Moore : guitare sur Black Rose et The Rocker.
- Eric Bell : guitare sur The Rocker.

## Charts
| Pays                          | Durée du classement | Meilleur classement | Date             |
| ----------------------------- | ------------------- | ------------------- | ---------------- |
| Écosse (Scottish Album Chart) | 1 semaine           | 29e                 | 27 janvier 2023  |
| Royaume-Uni (UK Albums Chart) | 6 semaines          | 29e                 | 20 novembre 1983 |
| Suède (Sverigetopplistan)     | 1 semaine           | 29e                 | 13 décembre 1983 |